# Robert Courts
Robert Alexander Courts (né le 21 octobre 1978) est un homme politique et avocat britannique qui est député pour Witney de 2016 à 2024. Il est avocat général pour l'Angleterre et le Pays de Galles depuis le 7 décembre 2023.

## Début de carrière
Il est scolarisé à la Berkhamsted School, où il dirige la Fry's House, avant d'étudier le droit à l'Université de Sheffield. Il est admis au barreau du Lincoln's Inn en 2003 et exerce la profession d'avocat au 3PB Chambers. Il travaille à Wellington, en Nouvelle-Zélande, au Crown Law Office (conseillers juridiques) du gouvernement néo-zélandais en 2009.

## Carrière politique
Il est élu conseiller conservateur du West Oxfordshire District Council en 2014.
Il est choisi comme candidat du Parti conservateur pour remplacer David Cameron au Parlement lors de l'élection partielle de Witney en 2016. Il soutient le Brexit lors du Référendum sur l'appartenance du Royaume-Uni à l'Union européenne. Il est membre du groupe de recherche européen depuis avril 2017.
Il est élu lors de l'élection du 20 octobre 2016, mais avec une majorité considérablement réduite de 5 702 voix, contre 25 155 au moment où David Cameron s'est présenté aux élections. Il prête serment le 24 octobre.
Il est nommé Secrétaire parlementaire privé (PPS) du Foreign and Commonwealth Office en janvier 2018 mais démissionne de ses fonctions le 15 juillet 2018, en signe de protestation contre le Livre blanc sur la sortie de l'Union européenne et l'accord de Chequers.
Il est sous-secrétaire d’État aux Transports du 8 septembre 2020 au 6 septembre 2022, et solliciteur général de l'Angleterre et du Pays de Galles du 7 décembre 2023 au 5 juillet 2024.